# Atlanta (Missouri)
Atlanta és una població dels Estats Units a l'estat de Missouri. Segons el cens del 2010 tenia 385 habitants.
Segons el cens del 2000, Atlanta tenia 450 habitants, 173 habitatges, i 129 famílies. Va ser incorporat al catastre el 1858 i des de 1868 té una oficina de correus.